# Кунинский (посёлок)
Кунинский — опустевший поселок в Вышневолоцком городском округе Тверской области.

## География
Находится в центральной части Тверской области на расстоянии приблизительно 23 км по прямой на запад от вокзала железнодорожной станции Вышний Волочёк.

## История
Отмечен на карте 1982 года. До 2019 года поселок входила в состав ныне упразднённого Лужниковского сельского поселения Вышневолоцкого муниципального района.

## Население
Численность населения не была учтена как в 2002 году, так и в 2010.